# Collix mayri
Collix mayri là một loài bướm đêm trong họ Geometridae.